# Geza Pinter
Geza Pinter (madžarsko Pintér Géza), madžarski odvetnik, predsednik murskosoboške hranilnice * 24. februar 1855, Markišavci, † 9. julij 1898, Murska Sobota.

## Življenjepis
Geza Pinter se je rodil leta 1855 v Markišanvcih (hišna številka 5) kot sin uglednega upravnika rakičanskega gospostva Dominusa Antona Pinterja in Domine Barbare Pollak, ki je bila teta okrajnega glavarja Pongraca pl. Posffaya. Stan staršev je matični knjigi označen z besedo honouratus. Krstna botra sta bila odvetnik Jožef pl. Berke in Marija pl. Szmodis. Hiša v kateri se je rodil Pinter dandanes ne stoji več, jo je pa mogoče zaslediti na zemljevidu Markišavcev iz leta 1846, na kateri je označena kot ena izmed dveh kamnitih stavb v kraju - najverjetneje je šlo za starejšo plemiško kurijo, ki jo je družina pridobila od svojih prednikov plemiških družin Pollak ali Czigany. V 70. letih 19. stoletja se je pojavil v Murski Soboti in se priženil v družino posestnika Berkeja - njegova sestra Marta se je poročila z Mihalyjem pl. Berke. Bil je pobudnik ustanovitve Murskosoboške hranilnice in do dvoje smrti leta 1898 tudi njen ravantelj (predsednik). Prav on je namreč zbral ljudi ki so bili zmožni in seveda pripravljeni plačati 300 forintov za vsako delnico banke. Poleg tega je v Murski Soboti deloval kot odvetnik, bil je predsednik glasbenega in pevskega društva, ter član županijskega municipalnega odbora. Poročil se je z Ido pl. Horvath de Szent-Peter, hčerko odvetnika in okrajnega glavarja Pavla pl. Horvath de Szent-Peter in Ane Rozenkrancz. V zakonu se jima je rodil sin Nikolaj, ki je bil murskosoboški odvetnik in notar. Po drugi svetovni vojni je moral pobegniti v Argentino. Geza Pinter je umrl je 9. julija 1898. Pokopan je na mursko-soboškem pokopališču.